# Луг над Тисою
Луг над Тисою, Лунка-ла-Тіса (рум. Lunca la Tisa) — село у повіті Марамуреш в Румунії. Входить до складу комуни Бочкою-Маре.
Село розташоване на відстані 421 км на північ від Бухареста, 47 км на північний схід від Бая-Маре, 134 км на північ від Клуж-Напоки. У 1906 р. передано Румунії, до цього було одним цілим із с. Луг

## Населення
За даними перепису населення 2002 року у селі проживали 918 осіб.
Національний склад населення села:
| Національність | Кількість осіб | Відсоток |
| -------------- | -------------- | -------- |
| українці       | 844            | 91,9%    |
| румуни         | 69             | 7,5%     |
| угорці         | 5              | 0,5%     |

Рідною мовою назвали:
| Мова       | Кількість осіб | Відсоток |
| ---------- | -------------- | -------- |
| українська | 844            | 91,9%    |
| румунська  | 69             | 7,5%     |
| угорська   | 5              | 0,5%     |

## Відомі особи
У селі народилися:
- Корсюк Микола Миколайович (1950) – український поет, прозаїк, учений. Член Національної Спілки письменників України.